# Шабхус-Лат (дегестан)
Шабхус-Лат (перс. شبخوس لات) — дегестан в Ірані, у бахші Ранкух, в шагрестані Амлаш остану Ґілян. За даними перепису 2006 року, його населення становило 11201 особу, які проживали у складі 3085 сімей.

## Населені пункти
До складу дегестану входять такі населені пункти:
- Азарбон-е-Алія
- Азарбон-е-Софлі
- Аліабад
- Асіябсаран
- Базґує
- Бала-Голю-Сара
- Бахештабад
- Варкуре
- Ґаркаруд
- Ґармай-Сара
- Ґошкур
- Ґуштепазан
- Джір-Ґавабер
- Джовр-Ґавабер
- Есмаїл-Ґавабар
- Когне-Ґує-Бала
- Когне-Ґує-Паїн
- Лар-Дасар
- Латак
- Лілідж-Ґавабер
- Лятсара
- Паїн-Голю-Сара
- Парвін-Ланґе
- Поштдаре-Ленґе
- Рамшає
- Руд-Ґавабер
- Сар-Кале
- Сівір
- Сопордан
- Сур-Шафіа-Лат
- Сухте-Кіш
- Таромсара
- Харамсара
- Щабхус-Сара
- Юсефабад